# Megalopsalis chiltoni
Megalopsalis chiltoni är en spindeldjursart. Megalopsalis chiltoni ingår i släktet Megalopsalis och familjen Monoscutidae.

## Underarter
Arten delas in i följande underarter:
- M. c. chiltoni
- M. c. nigra